# Tour Haldimand
La tour Haldimand est une tour néogothique en ruine située à Lausanne, au bord du lac Léman.

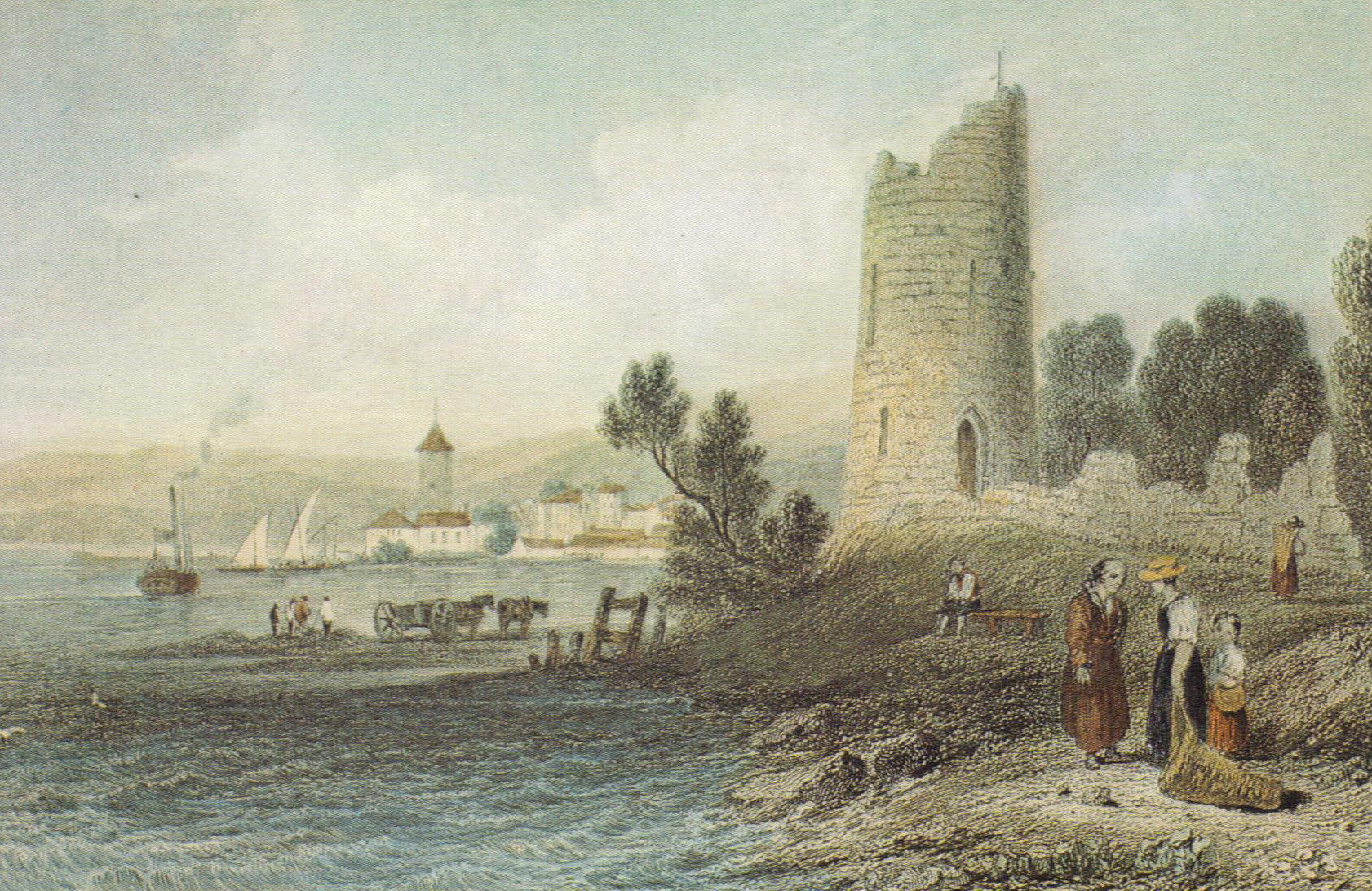
La tour Haldimand en 1834. Estampe en creux, par William-Henri Bartlett. À l'arrière-plan, exploitation de gravier à l'embouchure de la Vuachère (Musée historique de Lausanne)

## Histoire
Selon une légende urbaine largement répandue mais qui n'est à ce jour étayée par aucune source digne de foi, trois amis Auguste Perdonnet, William Haldimand et Charles de Cerjat, auraient fait un pari vers 1823 : celui de construire à Lausanne la tour romantique la plus convaincante. La ruine pittoresque de William Haldimand aurait gagné le concours.
En réalité, la tour de Perdonnet, située dans le parc de Mon-Repos, a été construite en 1821-1822 selon un projet du peintre genevois Pierre-Louis Bouvier. Elle précède de près de dix ans les deux autres tours lausannoises, à savoir la Tour Haldimand, que son propriétaire fait bâtir vers 1830 seulement à Ouchy au Denantou, à l'embouchure de la Vuachère, et celle (disparue) élevé par de Cerjat à Rovéréaz, au nord de la ville, dans les années 1830 également.
La tour Haldimand, aux murs de blocs de molasse sur un socle en tuf, était à l'origine construite à l'est de l'embouchure de la Vuachère, donc sur territoire de Pully. En 1901, elle a été déplacée sur son site actuel, à la suite du comblement, en direction du lac, de la rive occidentale du cours d'eau lors de la construction du quai d'Ouchy. Longtemps cachée dans un épais manteau de lierre, elle a été mise à nu et couronnée de béton lors de sa restauration en 1999-2001.